# コローニョ・アル・セーリオ
コローニョ・アル・セーリオ（伊: Cologno al Serio ( 音声ファイル)）は、イタリア共和国ロンバルディア州ベルガモ県にある、人口約1万1000人の基礎自治体（コムーネ）。

## 地理

### 位置・広がり
ベルガモ県南部のコムーネ。県都ベルガモから南へ13km、ブレシアから西へ40km、州都ミラノから東北東へ43kmの距離にある。

#### 隣接コムーネ
隣接するコムーネは以下の通り。
- ブリニャーノ・ジェーラ・ダッダ
- ギザルバ
- マルティネンゴ
- モレンゴ
- ロマーノ・ディ・ロンバルディーア
- スピラーノ
- ウルニャーノ

### 地震分類
イタリアの地震リスク階級 (it) では、3 に分類される
。

## 行政

### 分離集落
コローニョ・アル・セーリオには、以下の分離集落（フラツィオーネ）がある。
- Castel Liteggio, Fornasette, Muratella

## 姉妹都市
- ウクメルゲ、リトアニア
- Tarnowo Podgórne、ポーランド